# Jérôme l'Allemand
Hieronymus ou Jérôme, dit l'Allemand (Girolamo Tedesco en italien), né vers le milieu du XVe siècle et mort dans la première moitié du XVIe siècle, est un architecte allemand actif à Venise en 1505.

## Éléments biographiques
Donné à partir de la fin du XIXe siècle, le nom de Hieronymus von Augsburg (« Hieronymus d'Augsbourg ») vient du fait que Jérôme a souvent été considéré comme originaire de la ville d'Augsbourg, mais cette hypothèse, émise en 1876 par Moritz Thausing, n'est étayée par aucun document.
Jérôme l'Allemand n'est documenté que dans les archives relatives à la reconstruction du Fondaco dei Tedeschi, comptoir des marchands allemands de Venise, détruit par un incendie le 27 janvier 1505.

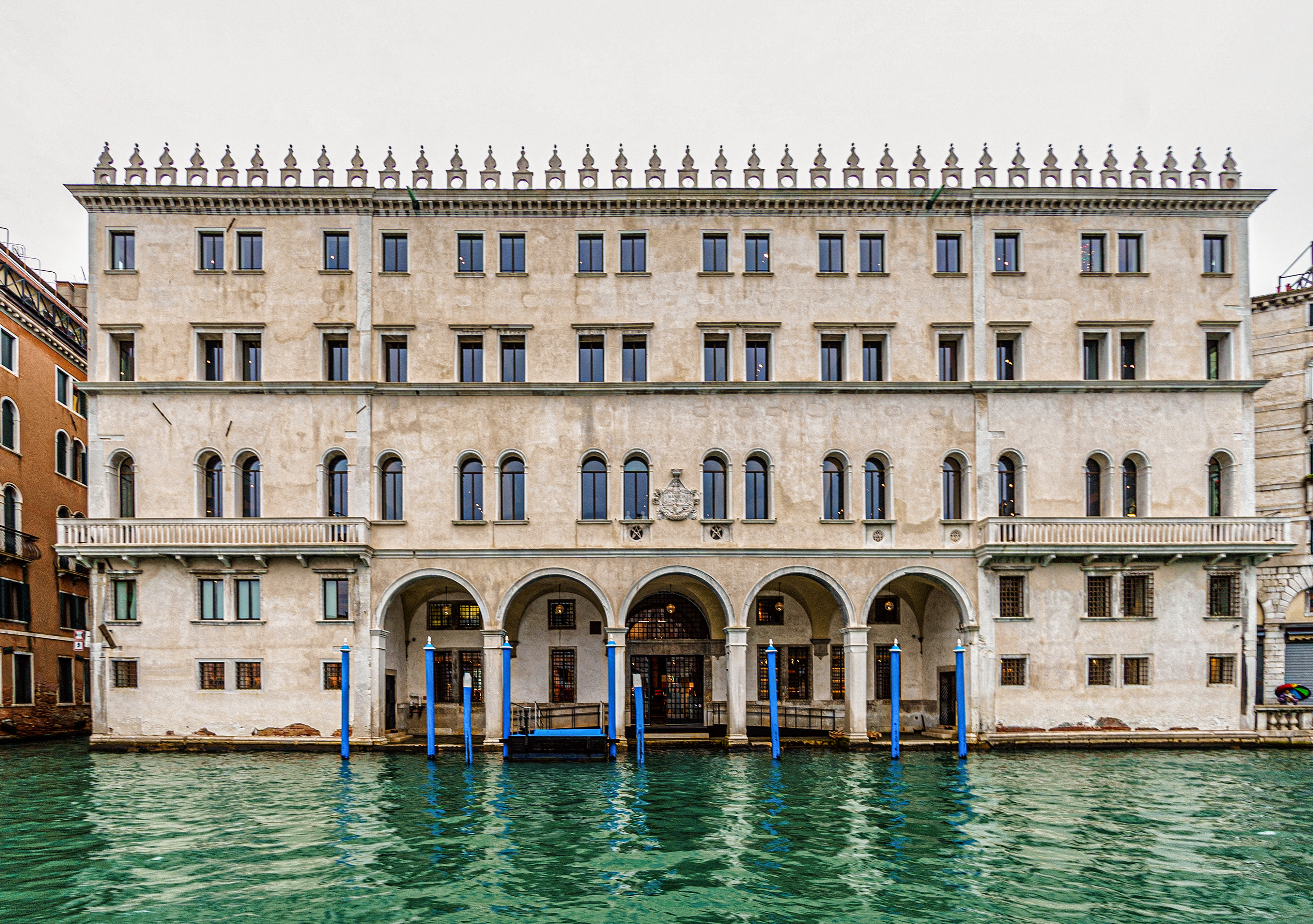
Le Fondaco dei Tedeschi (1505-1508), photographié en 2021.

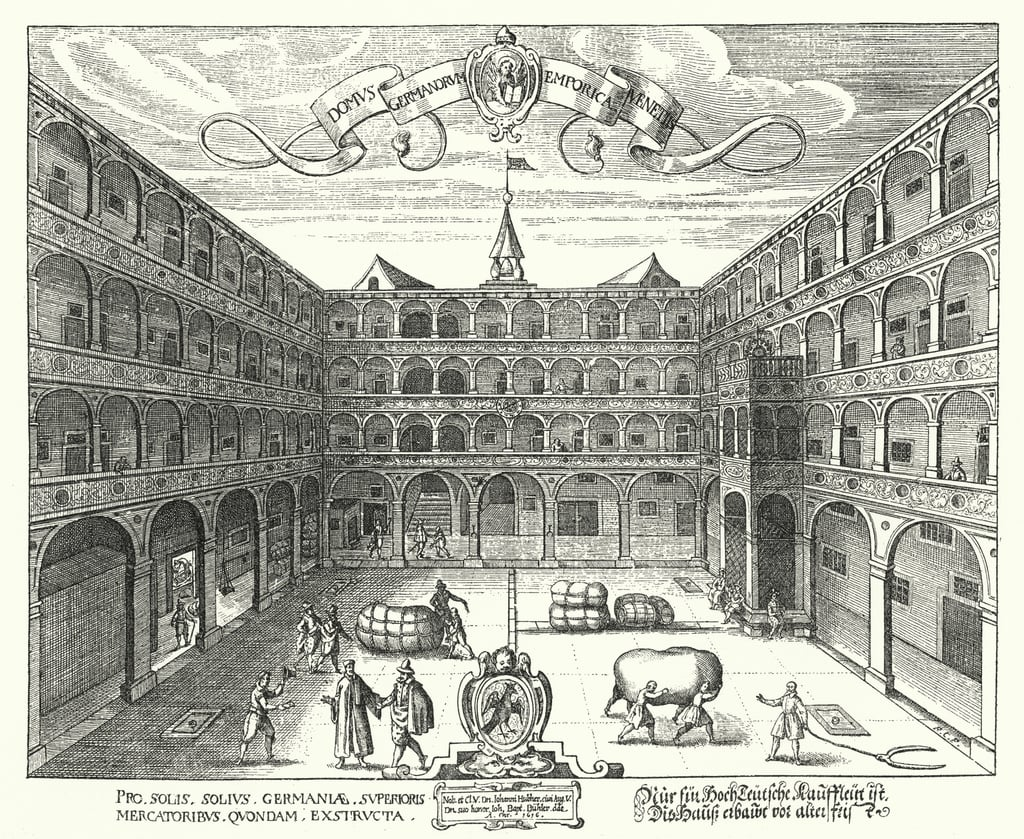
Cour intérieure du Fondaco dei Tedeschi (gravure par Raphael Custos, 1616).

Le 10 juin de la même année, plusieurs modèles pour cette reconstruction furent présentés au Sénat. Deux d'entre eux furent particulièrement remarqués. Le premier était dû à Giorgio Spavento, architecte chargé de l'entretien de la basilique Saint-Marc, tandis que le second était l’œuvre d'un autre architecte simplement surnommé « l'Allemand » (il Tedesco). Malgré la renommée de Spavento, qui avait œuvré depuis plusieurs mois sur ce projet en tant que conseiller des autorités vénitiennes, c'est le modèle de son confrère, « Jérôme l'Allemand » (Hieronymo Thodescho), qui fut choisi, probablement afin de satisfaire à la demande de la communauté allemande.
Il s'agissait peut-être davantage d'une manœuvre diplomatique du Sénat que d'une décision définitive, car le nom de Jérôme est finalement absent des documents postérieurs, tandis que les architectes italiens semblent s'être rapidement saisis du projet, peut-être à la faveur de la nomination, le 20 juin, d'un nouveau surintendant de l'Office du sel, institution qui était chargée du financement des travaux. Ainsi, le chantier fut d'abord pris en main par Spavento, secondé à partir de la mi-août par Antonio Abbondi dit Scarpagnino. Ce dernier, peut-être assisté de l'ingénieur véronais Fra Giovanni Giocondo, a dirigé seul les travaux entre le début du mois d'octobre suivant et le mois de juillet 1508, qui a marqué l'achèvement de la reconstruction.

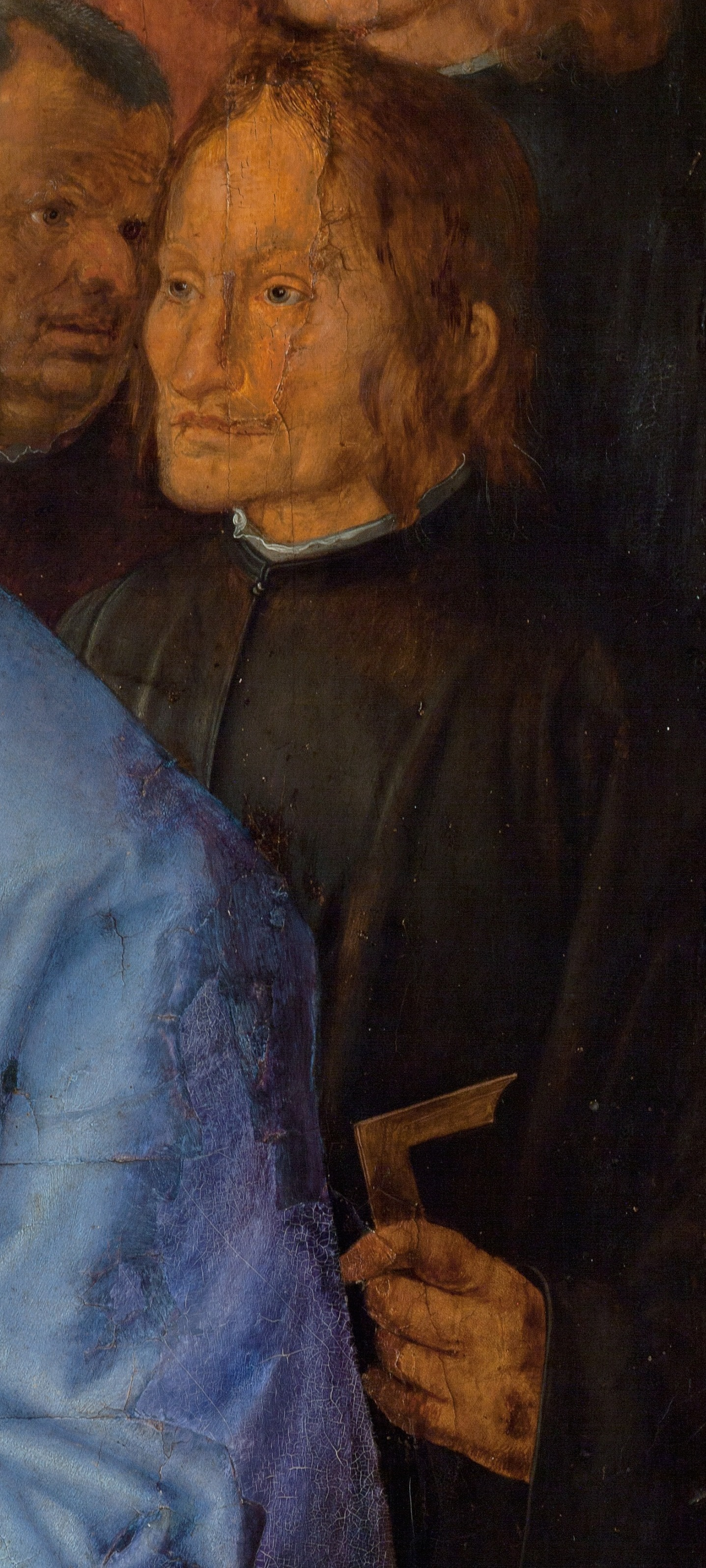
Détail de La Vierge de la fête du rosaire par Dürer (1506).

En 1506, Albrecht Dürer a peint La Vierge de la fête du rosaire, commandée par la communauté allemande de Venise pour l'autel de l'église San Bartolomeo, située près du Fondaco. Sur ce tableau, le personnage situé à l'extrême droite et tenant une équerre est généralement considéré comme un portrait de Jérôme. Étant donné le mauvais état de conservation de l’œuvre, les traits du même personnage sont plus lisibles sur un dessin préparatoire conservé à Berlin. L'homme qu'il représente semble âgé d'une cinquantaine d'années, donc né vers le milieu du siècle précédent.
Un certain Hieronimo Thodesco étant signalé comme bombardier au service de la Sérénissime à Cattaro dans les années 1530-1540, certains auteurs ont pensé qu'il s'agissait de l'architecte, dont la mise à l'écart du chantier du Fondaco correspondrait par conséquent à son affectation dans l'artillerie vénitienne sur l'autre rive de l'Adriatique. Cependant, selon l'historien de l'art Simon Oakes, il est peu probable qu'il s'agisse de l'architecte représenté par Dürer, car celui-ci aurait alors été âgé de plus de 70 ans, voire de 80 ans, ce qui serait étonnant pour un militaire ou même un ingénieur militaire.
Oakes juge plus probable l'hypothèse selon laquelle Jérôme serait resté impliqué dans le projet de reconstruction, soit comme concepteur du projet réalisé par Abbondi, soit comme assistant de ce dernier sur le chantier, donc dans une position subalterne par rapport à des confrères plus expérimentés et mieux implantés localement. Le fait que Jérôme ait posé pour Dürer à Venise en 1506 conforte cette hypothèse.
Influencés par Thausing, qui estimait que Jérôme venait d'Augsbourg, certains auteurs ont voulu lui attribuer des bâtiments de cette ville manifestement influencés par l'architecture italienne et édifiés dans les années 1510, telles que trois maisons situées sur le Weinmarkt et la chapelle de la famille Fugger dans l'église Sainte-Anne. Cette influence a cependant pu s'exercer par d'autres intermédiaires.